# Francis Johnson
Francis Johnson, né le 5 août 1910 à Hartford, dans le Kansas, décédé le 18 avril 1997 à Chesterfield dans le Missouri, est un joueur américain de basket-ball. Il évolue au poste d'arrière. 

## Palmarès
- Champion olympique 1936